# Edmond Douillet
Georges Edmond Douillet, né le 3 janvier 1851 à Amiens, où il est décédé le 19 mai 1936, est un architecte français.

## Biographie
Edmond Douillet est un architecte formé à l'école des beaux-arts de Paris promotion 1872, première classe 1874, élève de Julien Guadet.
Après avoir commencé sa carrière d'architecte à Paris, où il était domicilié 9 rue Jean-Bart (6e arrondissement), il épouse à Amiens, le 25 octobre 1878, Marie Eugénie Claire Jourdain, fille d'un riche négociant, et s'installe dans sa ville natale. Il demeure d'abord au 25 rue Pierre-L'Hermitte, puis au 19 rue Henri-IV (actuellement n° 9), dans l'une des maisons qu'il a fait construire en face de la cathédrale. Son neveu, Louis Douillet, également architecte, occupera la maison après le décès de sa tante, survenu le 22 juin 1936. Ce dernier réalisera, en hommage à son oncle, une sculpture à effigie de celui-ci dans l'une des niches de la façade. Edmond Douillet y est représenté sous l'église du sacré cœur d'Amiens avec la mention «In memoriam Edmond Douillet».

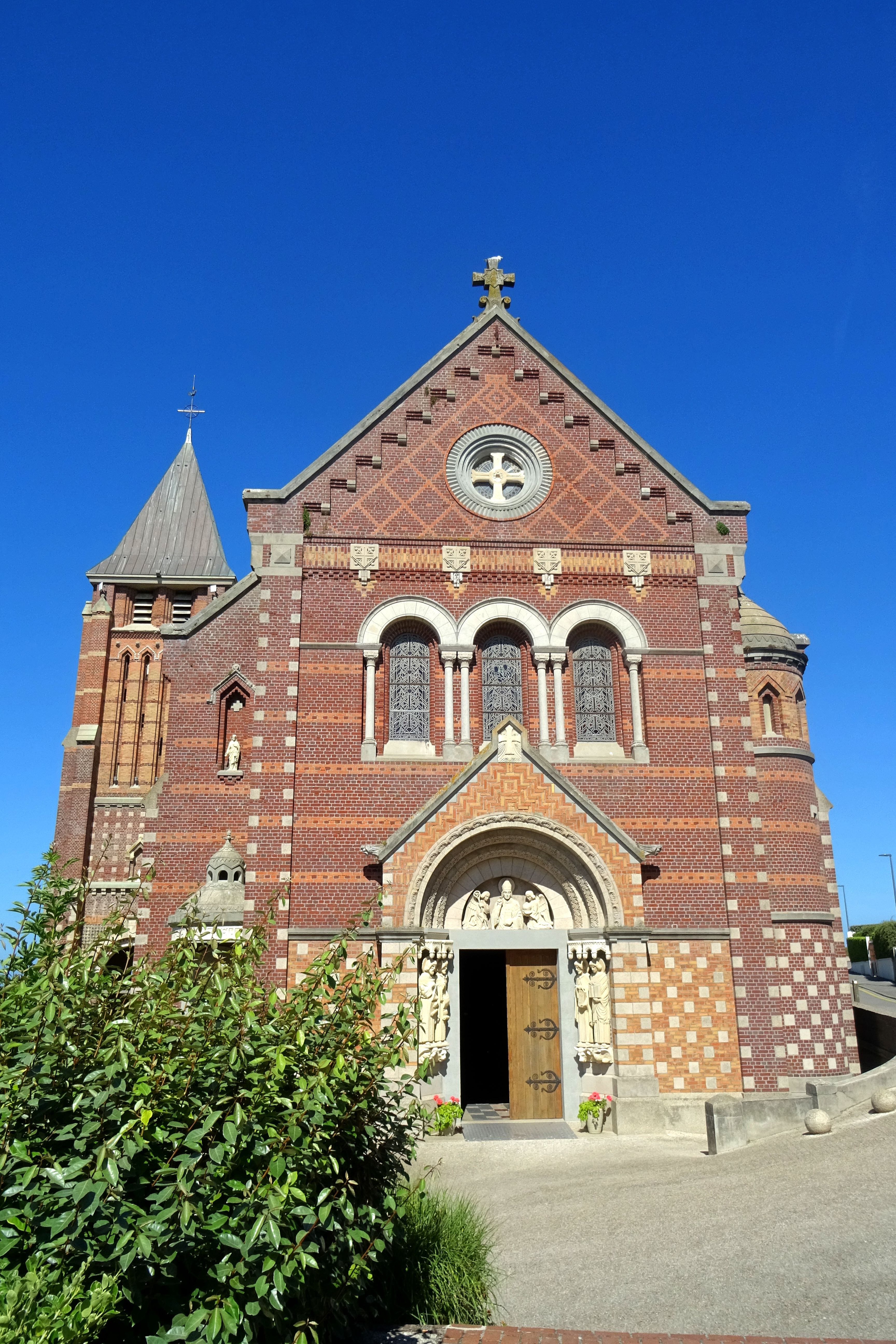
Église Saint-Martin à Mers-les-Bains

Comme le note Georges Durand, « pourquoi, avec son talent vraiment supérieur, principalement incliné vers l'architecture religieuse, avec ses sentiments profondément chrétiens, pourquoi, dans les centaines d'églises construites depuis trois quarts de siècles dans la Somme, quatre seulement portent la signature d'Edmond Douillet. Quelle fâcheuse influence l'a-t-elle presque toujours fait tenir à l'écart ? »
À Amiens, il construit les églises du Sacré-Cœur et Sainte-Jeanne d’Arc ; à Mers, l'église Saint-Martin ; enfin, à Rouvrel, dans le cadre de la reconstruction, l'église Saint-Martin.
Au début du XXe siècle, Edmond Douillet est chargé de construire une rangée de six maisons rappelant l'habitat des bourgeois du Moyen Âge face à la cathédrale Notre-Dame d’Amiens. Seules les deux maisons d’angles, la maison du pèlerin et son domicile, n’ont pas été détruites lors de la Seconde Guerre mondiale.
Il devient membre de la Société des Architectes du Nord de la France en 1884, et en a été président au début du XXe siècle. Il était vice-président de la Société des Amis des Arts d'Amiens ; membre du Conseil paroissial de la cathédrale d'Amiens ; président de la commission administrative du patronage Florent Caille et de la Conférence Saint-Vincent-de-Paul Notre-Dame.
Il a obtenu la Grande médaille de vermeil de la Société centrale des architectes.
Il est enterré au cimetière de la Madeleine à Amiens.
« La vie d'un homme de bien est toujours trop courte. Edmond Douillet manquera toujours à la ville d'Amiens pour sa valeur professionnelle, son délicat sentiment artistique, son goût exquis, aussi bien que pour l'aménité et l'égalité de son caractère, la droiture et le bon sens de son jugement. Son dévouement sans borne, s'est dépensé jusqu'à la fin, simplement, modestement, sans bruit, montrant l'exemple du travail assidu, honnête, consciencieux jusqu'au scrupule, plus de désintéressé. C'est pour cela qu'il a peu produit. » (Georges Durand, 1936)

## Réalisations notables
- 1882-1885 : Maison dite La Cayolaise 11  rue du Général-Leclerc à Cayeux-sur-Mer[5]
- 1888-1889 : Agrandissement de la chapelle Notre-Dame-de-la-Mer de Cayeux-sur-Mer[6]
- 1891 : Église du Sacré-Cœur d'Amiens[7]
- 1897 : Grotte de Saint Vincent de Paul, à Heilly
- 1904 : Rangée de six maisons en face de la cathédrale d'Amiens[8]. (deux seulement n'ont pas été détruite par les bombardements de la  seconde guerre mondiale : les maisons dite "Douillet" et "du Pèlerin")
- 1907: Tombe de Jules Verne au cimetière de La Madeleine d’Amiens  Classé MH (1995)[9]
- 1914 : Sacristie de l'église Saint-Honoré à Amiens (église détruite en 1940)[10]
- 1925 : Église Saint-Martin de Rouvrel
- 1928 : Église Saint-Martin de Mers-les-Bains[11] (avec la collaboration de son neveu Louis Douillet)
- 1912-1933 : Église Sainte-Jeanne d'Arc d'Amiens[12]
- 1936 : Église paroissiale Sainte-Marie-Madeleine d'Amiens (quartier Renancourt), reconstruction de la façade principale[13]
- Abbeville, hôtel particulier Lennel de la Farelle (vers 1910)
- Amiens, Hôtel Carlton, rue de Noyon
- Amiens, hôtel particulier Ricard, 54 rue Saint-Fuscien (1895)
- Amiens, hôtel particulier Legendre, boulevard du Mail
- Amiens, hôtel particulier Ranson, rue Victor-Hugo
- Amiens, Maison de la Gerbe d'Or, place Gambetta
- Amiens, Clinique Pauchet